# Kebeles
Kebeles (1899-ig Sztrezsenicz, szlovákul Streženice) község Szlovákiában, a Trencséni kerületben, a Puhói járásban.

## Fekvése
Puhótól délnyugatra, a Vág jobb partján, 260 m magasan fekszik, egykor Puhóhoz tartozott.

## Története
A mai Kebeles területén az időszámítás előtti időben a puhói kultúra települése állt.
Kebelest 1408-ban „Stresnycza” alakban említik először. 1471-ben „Stresenycze”, 1500-ban „Stresenowcz”, 1598-ban „Ztrezenicz” alakban említik. Kezdetben a lednici váruradalomhoz tartozott. 1598-ban 34 háza volt. 1720-ban 17 családfője adózott. 1784-ben 45 házában 60 családban 311 lakos élt.
A 18. század végén Vályi András így ír róla: „STRESZENICZ. Strezsenice. Tót falu Trentsén Várm. földes Ura Gr. Königszeg Uraság, lakosai katolikusok, és másfélék, fekszik Puchónak szomszédságában, és annak filiája; határja jó, vagyonnyai jelesek.”
1828-ban 48 háza volt 371 lakossal, akik főként mezőgazdasággal foglalkoztak.
Fényes Elek 1851-ben kiadott geográfiai szótárában így ír a faluról: „Sztezsenicz, tót falu, Trencsén vmegyében, a Vágh jobb partján, Pucho mellett. Van 275 kath., 72 evang. 9 zsidó lak. Savanyu-forrás. F. u. gr. Erdődy.”
A trianoni békéig Trencsén vármegye Puhói járásához tartozott.

## Népessége
| Év:            | 1994. | 2004.    | 2014.    | 2024.    |
| -------------- | ----- | -------- | -------- | -------- |
| Emberek száma: | 769   | 853      | 949      | 1105     |
| Eltérés:       |       | +10,92 % | +11,25 % | +16,43 % |

| Év:            | 2023. | 2024.   |
| -------------- | ----- | ------- |
| Emberek száma: | 1084  | 1105    |
| Eltérés:       |       | +1,93 % |

1910-ben 462, túlnyomórészt szlovák lakosa volt.
2001-ben 803 lakosából 789 szlovák volt.
2011-ben 912 lakosából 856 szlovák volt.

## Külső hivatkozások
- Községinfó
- Kebeles Szlovákia térképén
- E-obce.sk Archiválva 2008. szeptember 25-i dátummal a Wayback Machine-ben